# Československá hokejová reprezentace v sezóně 1984/1985
Československá hokejová reprezentace v sezóně 1984/1985 sehrála celkem 35 zápasů.

## Přehled mezistátních zápasů
| Pořadí | Datum             | Soupeř  | Výsledek             | Soutěž                 | Místo utkání |
| ------ | ----------------- | ------- | -------------------- | ---------------------- | ------------ |
| 900.   | 16. srpna 1984    | Švédsko | 0:3 (0:0, 0:1, 0:2)  | přátelsky              | Stockholm    |
| 901.   | 17. srpna 1984    | Švédsko | 2:6 (0:5, 0:0, 2:1)  | přátelsky              | Gävle        |
| 902.   | 25. srpna 1984    | Kanada  | 4:5 (2:2, 1:0, 1:3)  | přátelsky              | Halifax      |
| 903.   | 26. srpna 1984    | Kanada  | 2:3 (0:1, 1:1, 1:1)  | přátelsky              | Montréal     |
| 904.   | 2. září 1984      | SSSR    | 0:3 (0:0, 0:1, 0:2)  | Kanadský pohár 1984    | Montréal     |
| 905.   | 4. září 1984      | SRN     | 4:4 (0:3, 3:1, 1:0)  | Kanadský pohár 1984    | London       |
| 906.   | 6. září 1984      | USA     | 2:3 (1:1, 0:2, 1:0)  | Kanadský pohár 1984    | Buffalo      |
| 907.   | 8. září 1984      | Kanada  | 2:7 (0:4, 1:2, 1:1)  | Kanadský pohár 1984    | Calgary      |
| 908.   | 10. září 1984     | Švédsko | 2:4 (2:0, 0:2, 0:2)  | Kanadský pohár 1984    | Vancouver    |
| 909.   | 7. listopadu 1984 | Finsko  | 4:3 (0:1, 2:2, 2:0)  | přátelsky              | Turku        |
| 910.   | 8. listopadu 1984 | Finsko  | 5:5 (2:2, 2:1, 1:2)  | přátelsky              | Tampere      |
| 911.   | 8. prosince 1984  | SSSR    | 4:4 (1:1, 2:1, 1:2)  | přátelsky              | Praha        |
| 912.   | 9. prosince 1984  | SSSR    | 5:3 (1:1, 2:1, 2:1)  | přátelsky              | Praha        |
| 913.   | 11. prosince 1984 | SSSR    | 2:6 (1:1, 0:3, 1:2)  | přátelsky              | Pardubice    |
| 914.   | 16. prosince 1984 | Švédsko | 3:1 (0:0, 1:1, 2:0)  | Cena Izvestijí 1984    | Moskva       |
| 915.   | 18. prosince 1984 | Finsko  | 4:6 (1:2, 2:2, 1:2)  | Cena Izvestijí 1984    | Moskva       |
| 916.   | 19. prosince 1984 | SRN     | 10:3 (3:1, 2:1, 5:1) | Cena Izvestijí 1984    | Moskva       |
| 917.   | 21. prosince 1984 | SSSR    | 0:5 (0:1, 0:2, 0:2)  | Cena Izvestijí 1984    | Moskva       |
| 918.   | 16. února 1985    | Finsko  | 6:8 (4:2, 1:5, 1:1)  | přátelsky              | Praha        |
| 919.   | 17. února1985     | Finsko  | 5:1 (2:0, 2:1, 1:0)  | přátelsky              | Příbram      |
| 920.   | 5. dubna 1985     | Švédsko | 4:2 (2:1, 2:0, 0:1)  | přátelsky              | Praha        |
| 921.   | 6. dubna 1985     | Švédsko | 2:4 (0:0, 1:0, 1:4)  | přátelsky              | Pardubice    |
| 922.   | 10. dubna 1985    | NDR     | 12:3 (4:0, 7:1, 1:2) | přátelsky              | Benešov      |
| 923.   | 11. dubna 1985    | NDR     | 11:1 (2:0, 7:1, 2:0) | přátelsky              | Tábor        |
| 924.   | 14. dubna 1985    | Kanada  | 6:2 (2:2, 3:0, 1:0)  | přátelsky              | Praha        |
| 925.   | 17. dubna 1985    | Finsko  | 5:0 (2:0, 2:0, 1:0)  | Mistrovství světa 1985 | Praha        |
| 926.   | 18. dubna 1985    | NDR     | 6:1 (0:0, 3:0, 3:1)  | Mistrovství světa 1985 | Praha        |
| 927.   | 20. dubna 1985    | SRN     | 6:1 (2:0, 1:1, 3:0)  | Mistrovství světa 1985 | Praha        |
| 928.   | 21. dubna 1985    | USA     | 1:3 (0:1, 1:1, 0:1)  | Mistrovství světa 1985 | Praha        |
| 929.   | 23. dubna 1985    | Kanada  | 4:4 (2:2, 1:1, 1:1)  | Mistrovství světa 1985 | Praha        |
| 930.   | 25. dubna 1985    | Švédsko | 7:2 (3:0, 2:2, 2:0)  | Mistrovství světa 1985 | Praha        |
| 931.   | 27. dubna 1985    | SSSR    | 1:5 (1:0, 0:4, 0:1)  | Mistrovství světa 1985 | Praha        |
| 932.   | 29. dubna 1985    | SSSR    | 2:1 (2:0, 0:0, 0:1)  | Mistrovství světa 1985 | Praha        |
| 933.   | 1. května 1985    | USA     | 11:2 (0:0, 4:2, 7:0) | Mistrovství světa 1985 | Praha        |
| 934.   | 3. května 1985    | Kanada  | 5:3 (1:0, 2:2, 2:1)  | Mistrovství světa 1985 | Praha        |

## Bilance sezóny 1984/85
| Soupeř  | Zápasy | Výhry | Remízy | Prohry | Skóre   |
| ------- | ------ | ----- | ------ | ------ | ------- |
| Finsko  | 6      | 3     | 1      | 2      | 29:23   |
| Kanada  | 6      | 2     | 1      | 3      | 23:24   |
| NDR     | 3      | 3     | 0      | 0      | 29:5    |
| SRN     | 3      | 2     | 1      | 0      | 20:8    |
| SSSR    | 7      | 2     | 1      | 4      | 14:27   |
| Švédsko | 7      | 3     | 0      | 4      | 20:22   |
| USA     | 3      | 1     | 0      | 2      | 14:8    |
| Celkem  | 35     | 16    | 4      | 15     | 149:117 |

## Reprezentovali v sezóně 1984/85
| Post    | Jméno               | Zápasy | Branky | Klub                   |
| Brankář | Dominik Hašek       | 10     | 27     | Tesla Pardubice        |
| Brankář | Jiří Králík         | 18     | 46     | TJ Gottwaldov          |
| Brankář | Karel Lang          | 1      | 5      | Zetor Brno             |
| Brankář | Jaromír Šindel      | 11     | 39     | Dukla Jihlava          |
| Obránce | Juraj Bakoš         | 8      | 0      | VSŽ Košice             |
| Obránce | Jaroslav Benák      | 33     | 2      | Dukla Jihlava          |
| Obránce | Ernest Bokroš       | 13     | 1      | Dukla Trenčín          |
| Obránce | Mojmír Božík        | 11     | 3      | VSŽ Košice             |
| Obránce | Luděk Čajka         | 1      | 0      | TJ Gottwaldov          |
| Obránce | Miloslav Hořava     | 27     | 6      | Dukla Jihlava          |
| Obránce | Arnold Kadlec       | 26     | 0      | Dukla Jihlava          |
| Obránce | Jaromír Látal       | 1      | 0      | Sparta Praha           |
| Obránce | František Musil     | 30     | 3      | Dukla Jihlava          |
| Obránce | Jiří Paška          | 1      | 0      | Dukla Trenčín          |
| Obránce | František Procházka | 1      | 0      | ChZ Litvínov           |
| Obránce | Peter Slanina       | 8      | 0      | VSŽ Košice             |
| Obránce | Antonín Stavjaňa    | 33     | 2      | TJ Gottwaldov          |
| Obránce | Rudolf Suchánek     | 6      | 0      | Motor České Budějovice |
| Obránce | Radoslav Svoboda    | 19     | 0      | Dukla Jihlava          |
| Obránce | Eduard Uvíra        | 23     | 2      | ChZ Litvínov           |
| Útočník | Vladimír Caldr      | 25     | 4      | Motor České Budějovice |
| Útočník | Ivan Dornič         | 1      | 0      | Dukla Trenčín          |
| Útočník | Jiří Dudáček        | 7      | 0      | Dukla Jihlava          |
| Útočník | Jiří Hrdina         | 27     | 4      | Sparta Praha           |
| Útočník | Jiří Jiroutek       | 1      | 0      | Dukla Trenčín          |
| Útočník | Vladimír Kameš      | 22     | 6      | Dukla Jihlava          |
| Útočník | Petr Klíma          | 19     | 10     | Dukla Jihlava          |
| Útočník | Jaroslav Korbela    | 6      | 0      | Motor České Budějovice |
| Útočník | Jiří Lála           | 34     | 14     | Motor České Budějovice |
| Útočník | Igor Liba           | 33     | 11     | VSŽ Košice             |
| Útočník | Vincent Lukáč       | 32     | 17     | VSŽ Košice             |
| Útočník | Dušan Pašek         | 31     | 8      | Slovan Bratislava      |
| Útočník | Michal Pivoňka      | 14     | 0      | Dukla Jihlava          |
| Útočník | Pavel Richter       | 23     | 5      | Sparta Praha           |
| Útočník | Petr Rosol          | 26     | 13     | Dukla Jihlava          |
| Útočník | Dárius Rusnák       | 26     | 8      | Slovan Bratislava      |
| Útočník | Vladimír Růžička    | 24     | 12     | ChZ Litvínov           |
| Útočník | Ladislav Svozil     | 20     | 7      | TJ Vítkovice           |
| Útočník | Jiří Šejba          | 15     | 4      | Dukla Jihlava          |
| Útočník | Jan Tlačil          | 1      | 0      | Motor České Budějovice |
| Útočník | Oldřich Válek       | 18     | 6      | Dukla Jihlava          |
| Útočník | Rostislav Vlach     | 2      | 0      | TJ Gottwaldov          |
| Útočník | Ján Vodila          | 13     | 1      | VSŽ Košice             |
| Trenér  | Luděk Bukač         |        |        |                        |
| Trenér  | Stanislav Neveselý  |        |        |                        |

## Přátelské mezistátní zápasy
Československo -  Švédsko 0:3 (0:0, 0:1, 0:2)
16. srpna 1984 - Stockholm

Branky a nahrávky Švédska: 25:42 Thomas Gradin (Sundström), 46:01 Thomas Steen (Håkan Loob), 58:41 Thomas Gradin (Patrik Sundström, Göran Lindblom).

Rozhodčí: Harri Järvi (FIN)

Vyloučení: 6:6
ČSSR: Dominik Hašek – Radoslav Svoboda, Eduard Uvíra, Arnold Kadlec, Miloslav Hořava,  Rudolf Suchánek, Jaroslav Benák, Peter Slanina, František Musil – Vincent Lukáč, Dárius Rusnák, Igor Liba – Jiří Lála, Vladimír Růžička, Vladimír Caldr – Petr Rosol, Vladimír Kameš, Petr Klíma – Jiří Dudáček, Dušan Pašek, Jiří Hrdina - Ladislav Svozil. 
Švédsko: Göte Wälitalo – Orvar Stambert, Thomas Åhlén, Mats Thélin, Thomas Eriksson, Anders Eldebrink, Peter Andersson, Göran Lindblom, Ulf Samuelsson – Anders Håkansson, Bengt-Åke Gustafsson, Mats Näslund – Håkan Loob, Thomas Steen, Kent Nilsson – Per-Erik Eklund, Patrik Sundström, Peter Sundström – Ulf Isaksson, Thomas Gradin, Tomas Sandström.
 Československo -  Švédsko 2:6 (0:5, 0:0, 2:1)
17. srpna 1984 - Gävle

Branky a nahrávky Československa: 49:47 Igor Liba (Vincent Lukáč, Ladislav Svozil), 50:02 Vincent Lukáč (Radoslav Svoboda).

Branky a nahrávky Švédska: 4:56 Patrik Sundström (Peter Sundström, Jan Claesson), 12:21 Thomas Steen (Patrik Sundström), 13:30 Kent Nilsson (Håkan Loob, Thomas Eriksson), 14:30 Per-Erik Eklund, 16:48 Håkan Loob (Kent Nilsson), 54. Håkan Loob (Kent Nilsson).

Rozhodčí: Harri Järvi (FIN)

Vyloučení: 8:8
ČSSR: Jaromír Šindel (21. Dominik Hašek) – Radoslav Svoboda, Eduard Uvíra, Arnold Kadlec, Miloslav Hořava, Rudolf Suchánek, František Musil, Jaroslav Benák – Vincent Lukáč, Ladislav Svozil, Igor Liba – Jiří Lála, Vladimír Růžička, Vladimír Caldr – Petr Rosol, Vladimír Kameš, Petr Klíma – Jiří Dudáček, Dušan Pašek, Jiří Hrdin.
Švédsko: Peter Lindmark – Orvar Stambert, Jan Claesson, Mats Thélin, Thomas Eriksson, Anders Eldebrink, Peter Andersson, Göran Lindblom, Ulf Samuelsson – Anders Håkansson, Bengt-Åke Gustafsson, Mats Näslund – Håkan Loob, Thomas Steen, Kent Nilsson – Per-Erik Eklund, Patrik Sundström, Peter Sundström – Ulf Isaksson, Thomas Gradin, Tomas Sandström.
 Československo -  Kanada 4:5 (2:2, 1:0, 1:3)
25. srpna 1984 - Halifax

Branky a nahrávky Československa: 11:27 Vincent Lukáč, 14:53 Petr Klíma (Vladimír Růžička), 23:35 Ladislav Svozil (Miloslav Hořava), 44:04 Ladislav Svozil (Igor Liba, Vincent Lukáč).

Branky a nahrávky Kanady: 7:55 Michel Goulet (Rick Middleton, Kevin Lowe), 8:21 Anton Šťastný (Peter Šťastný, Paul Coffey), 42:07 Wayne Gretzky (Rick Middleton, Pete Peeters), 42:43 Steve Yzerman (Mark Messier, Glenn Anderson), 49:12 Rick Middleton (Wayne Gretzky, Ray Bourque).

Rozhodčí: ?

Vyloučení: 8:4
ČSSR: Dominik Hašek – Arnold Kadlec, Rudolf Suchánek, Jaroslav Benák, Antonín Stavjaňa, František Musil – Vincent Lukáč, Ladislav Svozil, Igor Liba – Jiří Lála, Vladimír Růžička, Vladimír Caldr – Petr Rosol, Vladimír Kameš, Petr Klíma – Jiří Dudáček, Dušan Pašek, Jaroslav Korbela.
 Československo -  Kanada 2:3 (0:1, 1:1, 1:1)
26. srpna 1984 - Montreal

Branky a nahrávky Československa: 35:10 Vladimír Růžička (Jiří Lála, Antonín Stavjaňa), 42:00 Igor Liba (Antonín Stavjaňa, Ladislav Svozil).

Branky a nahrávky Kanady: 26:46 Paul Coffey (Wayne Gretzky, Anton Šťastný), 30:33 Larry Robinson (Steve Yzerman), 50:33 Glenn Anderson (Wayne Gretzky, Michel Goulet).

Rozhodčí: Dag Olsson (SWE)

Vyloučení: 6:3
ČSSR: Jaromír Šindel – Arnold Kadlec, Miloslav Hořava, Eduard Uvíra, Jaroslav Benák, Antonín Stavjaňa, František Musil, Rudolf Suchánek – Vincent Lukáč, Ladislav Svozil, Igor Liba – Jiří Lála, Vladimír Růžička, Vladimír Caldr – Petr Rosol, Vladimír Kameš, Petr Klíma – Jiří Dudáček, Dušan Pašek, Jaroslav Korbela.
 Československo -  Finsko 4:3 (0:1, 2:2, 2:0)
7. listopadu 1984 - Turku

Branky Československa: 26. Vincent Lukáč, 38. Jiří Hrdina, 50. Dárius Rusnák, 60. Ladislav Svozil.

Branky Finska: 4. Kari Makkonen, 37. Markus Lehto, 39. Raimo Helminen. 

Rozhodčí: Ulf Lindgren (SWE) – Sundström (SWE), Gustavsson (SWE)

Vyloučení: 1:1 (využití 1:0)
ČSSR: Jiří Králík – Radoslav Svoboda, Jaroslav Benák, Antonín Stavjaňa, František Musil, Arnold Kadlec, Miloslav Hořava – Vincent Lukáč, Ján Vodila, Igor Liba – Jiří Lála, Ladislav Svozil, Vladimír Caldr – Petr Rosol, Vladimír Kameš, Pavel Richter – Oldřich Válek, Dárius Rusnák, Jiří Hrdina.
Finsko: Kari Takko – Jukka Hirsimäki, Juha Jyrkkiö, Markus Lehto, Jari Munck, Harri Nikander, Arto Ruotanen, Ville Sirén, Harri Nyman – Raimo Helminen, Risto Jalo, Kari Jalonen – Pekka Järvelä, Hannu Järvenpää, Kari Makkonen – Anssi Melametsä, Christian Ruuttu, Arto Sirviö – Harri Tuohimaa, Jukka Vilander, Timo Susi.
 Československo -  Finsko 5:5 (2:2, 2:1, 1:2)
8. listopadu 1984 - Tampere

Branky Československa: 13. Vincent Lukáč, 16. Igor Liba, 33. Ladislav Svozil, 38. Petr Rosol, 51. Vladimír Caldr.

Branky Finska: 3. Harri Tuohimaa, 12. Christian Ruuttu, 30. Pekka Järvelä, 44. Harri Tuohimaa, 57. Raimo Helminen.

Rozhodčí: Ulf Lindgren (SWE) – Sundström (SWE), Gustavsson (SWE)

Vyloučení: 2:2 (využití 0:1)
ČSSR: Karel Lang – Radoslav Svoboda, Jaroslav Benák, Antonín Stavjaňa, František Musil, Arnold Kadlec, Miloslav Hořava, Rudolf Suchánek – Vincent Lukáč, Ján Vodila, Igor Liba – Jiří Lála, Ladislav Svozil, Vladimír Caldr – Petr Rosol, Rostislav Vlach, Pavel Richter – Oldřich Válek, Dárius Rusnák, Jiří Hrdina.
Finsko: Kari Takko – Jukka Hirsimäki, Juha Jyrkkiö, Markus Lehto, Jari Munck, Harri Nikander, Arto Ruotanen, Ville Sirén, Harri Nyman – Raimo Helminen, Risto Jalo, Kari Jalonen – Pekka Järvelä, Hannu Järvenpää, Kari Makkonen – Anssi Melametsä, Christian Ruuttu, Arto Sirviö – Harri Tuohimaa, Jukka Vilander, Timo Susi.
 Československo -  SSSR 4:4 (1:1, 2:1, 1:2)
8. prosince 1984 - Praha

Branky a nahrávky Československa: 4:50 Vladimír Caldr (Jiří Lála), 23:31 Vincent Lukáč, 34:49 Dušan Pašek (Pavel Richter), 42:04 Petr Klíma (Peter Slanina). 

Branky a nahrávky SSSR: 0:34 Sergej Makarov (Alexej Kasatonov), 30:42 Alexej Kasatonov (Igor Larionov), 40:35 Vjačeslav Fetisov, 57. Nikolaj Drozděckij.

Rozhodčí: Gary Eriksson (SWE) – Rainer Kluge (GDR), Jan Tatíček (TCH)

Vyloučení: 6:6 (využití 0:3) navíc Sergej Makarov na 10 min.
ČSSR: Jiří Králík – Mojmír Božík, Jaroslav Benák, Arnold Kadlec, Miloslav Hořava, Peter Slanina, Juraj Bakoš, Antonín Stavjaňa, František Musil – Vincent Lukáč, Ján Vodila, Igor Liba – Jiří Lála, Ladislav Svozil, Vladimír Caldr – Jiří Hrdina, Dušan Pašek, Pavel Richter – Petr Rosol, Dárius Rusnák, Petr Klíma.
SSSR: Vladimir Myškin – Alexej Kasatonov, Vjačeslav Fetisov, Zinetula Biljaletdinov, Vasilij Pěrvuchin, Jurij Vožakov, Andrej Piatanov, Irek Gimajev, Alexej Gusarov – Sergej Makarov, Igor Larionov, Vladimir Krutov – Sergej Světlov, Anatolij Semjonov, Sergej Jašin – Alexander Gerasimov, Vladimir Kovin, Michail Varnakov – Vladimir Zubrilčev, Nikolaj Drozděckij, Jurij Leonov.
 Československo -  SSSR	5:3 (1:1, 2:1, 2:1)
9. prosince 1984 - Praha

Branky a nahrávky Československa: 15. Petr Klíma (Dárius Rusnák), 29. Petr Rosol (Dárius Rusnák), 38. Vincent Lukáč (Radoslav Svoboda), 48. Jiří Lála, 55. Vincent Lukáč (Igor Liba).

Branky a nahrávky SSSR: 4. Igor Larionov (Vladimir Krutov), 32. Vladimir Krutov (Alexej Kasatonov), 57. Andrej Chomutov (Vjačeslav Bykov).

Rozhodčí: Gary Eriksson (SWE) – Rainer Kluge (GDR), Jan Tatíček (TCH)

Vyloučení: 6:9 (využití 1:1)
ČSSR: Jaromír Šindel – Radoslav Svoboda, Jaroslav Benák, Arnold Kadlec, Ernest Bokroš, Peter Slanina, Juraj Bakoš, Antonín Stavjaňa, František Musil – Vincent Lukáč, Ján Vodila, Igor Liba – Jiří Lála, Ladislav Svozil, Vladimír Caldr – Oldřich Válek, Dušan Pašek, Pavel Richter – Petr Rosol, Dárius Rusnák, Petr Klíma.
SSSR: Vladimir Myškin – Alexej Kasatonov, Vjačeslav Fetisov, Zinetula Biljaletdinov, Vasilij Pěrvuchin, Jurij Vožakov, Alexej Gusarov, Sergej Starikov, Igor Stělnov – Sergej Makarov, Igor Larionov, Vladimir Krutov – Sergej Světlov, Anatolij Semjonov, Jurij Leonov – Vladimir Zubrilčev, Vladimir Kovin, Michail Varnakov – Nikolaj Drozděckij, Vjačeslav Bykov, Andrej Chomutov.
 Československo -  SSSR	2:6 (1:1, 0:3, 1:2)
11. prosince 1984 - Pardubice

Branky a nahrávky Československa: 18. Petr Rosol (Petr Klíma), 59. Vladimír Caldr.

Branky a nahrávky SSSR: 13. Vjačeslav Fetisov (Igor Larionov), 21. Sergej Světlov (Sergej Jašin), 22. Jurij Leonov, 40. Vjačeslav Fetisov (Nikolaj Drozděckij), 45. Igor Larionov (Vladimir Krutov), 50. Nikolaj Drozděckij (Viktor Žluktov).

Rozhodčí: Gary Eriksson (SWE) – Rainer Kluge (GDR), Jan Tatíček (TCH)

Vyloučení: 6:5 (využití 1:1)
ČSSR: Jaromír Šindel – Radoslav Svoboda, Jaroslav Benák, Arnold Kadlec, Ernest Bokroš, Antonín Stavjaňa, František Musil, Peter Slanina, Juraj Bakoš – Vincent Lukáč, Ján Vodila, Igor Liba – Jiří Lála, Ladislav Svozil, Vladimír Caldr – Petr Rosol, Dárius Rusnák, Petr Klíma – Oldřich Válek, Dušan Pašek, Pavel Richter.
SSSR: Sergej Mylnikov – Alexej Kasatonov, Vjačeslav Fetisov, Zinetula Biljaletdinov, Vasilij Pěrvuchin, Sergej Starikov, Igor Stělnov, Irek Gimajev, Alexej Gusarov – Sergej Makarov, Igor Larionov, Vladimir Krutov – Sergej Světlov, Anatolij Semjonov, Sergej Jašin – Nikolaj Drozděckij, Viktor Žluktov, Jurij Leonov – Alexandr Skvorcov, Vjačeslav Bykov, Michail Varnakov.
 Československo -  Finsko 6:8 (4:2, 1:5, 1:1)
16. února 1985 - Praha

Branky Československa: 9. Petr Rosol, 11. Igor Liba, 16. Vladimír Kameš, 18. Dárius Rusnák, 37. Dárius Rusnák, 47. Petr Klíma.

Branky Finska: 3. Hannu Järvenpää, 6. Anssi Melametsä, 23. Anssi Melametsä, 25. Raimo Helminen, 37. Raimo Helminen, 40. Arima, 40. Pekka Arbelius, 57. Kai Suikkanen.

Rozhodčí: Jurij Karandin (URS) – Slavomír Caban (TCH), Jozef Kriška (TCH)

Vyloučení: 2:4 (využití 2:0)
ČSSR: Jiří Králík (41. Dominik Hašek) – Radoslav Svoboda, Jaroslav Benák, Antonín Stavjaňa, František Musil, Arnold Kadlec, Miloslav Hořava, Mojmír Božík, Ernest Bokroš – Vincent Lukáč, Dárius Rusnák, Igor Liba – Jiří Lála, Ladislav Svozil, Vladimír Caldr – Petr Rosol, Vladimír Kameš, Petr Klíma – Jiří Hrdina, Vladimír Růžička, Dušan Pašek.
Finsko: Kari Takko – Arto Ruotanen, Markus Lehto, Juha Jyrkkiö, Risto Tuomi, Ville Sirén, Jukka Hirsimäki, Harri Nikander, Jouko Narvanmaa – Hannu Järvenpää, Pekka Järvelä, Pekka Arbelius – Anssi Melametsä, Risto Jalo, Toni Arima – Mikko Mäkelä, Raimo Helminen, Esa Tikkanen – Kai Suikkanen, Harri Tuohimaa, Kari Makkonen.
 Československo -  Finsko	5:1 (2:0, 2:1, 1:0)
17. února 1985 - Příbram

Branky Československa: 8. Vladimír Kameš, 12. Jaroslav Benák, 29. Vincent Lukáč, 36. Petr Rosol, 50. Petr Klíma.

Branky Finska: 37. Hannu Järvenpää.

Rozhodčí: Jurij Karandin (URS) – Slavomír Caban (TCH), Jozef Kriška (TCH)

Vyloučení: 9:8 (využití 1:1, v oslabení 1:0) navíc František Musil a Pekka Arbelius na 5 min., Anssi Melametsä 2+2 min.
ČSSR: Dominik Hašek – Radoslav Svoboda, Jaroslav Benák, Antonín Stavjaňa, František Musil, Arnold Kadlec, Miloslav Hořava, Mojmír Božík, Ernest Bokroš – Vincent Lukáč, Dárius Rusnák, Igor Liba – Jiří Lála, Ladislav Svozil, Vladimír Caldr – Petr Rosol, Vladimír Kameš, Petr Klíma – Oldřich Válek, Michal Pivoňka, Jiří Šejba
Finsko: Jukka Tammi – Arto Ruotanen, Markus Lehto, Juha Jyrkkiö, Risto Tuomi, Harri Nikander, Jouko Narvanmaa, Ville Sirén, Jukka Hirsimäki – Hannu Järvenpää, Pekka Järvelä, Pekka Arbelius – Anssi Melametsä, Toni Arima, Risto Jalo – Kai Suikkanen, Harri Tuohomaa, Kari Makkonen – Mikko Mäkelä, Raimo Helminen, Esa Tikkanen.
 Československo -  Švédsko 	4:2 (2:1, 2:0, 0:1)
5. dubna 1985 - Praha

Branky Československa: 3. Dušan Pašek, 17. Jiří Lála, 32. František Musil, 37. Dárius Rusnák.

Branky Švédska: 14. Kent Nilsson, 49ts. Dan Labraaten.

Rozhodčí: Harri Järvi (FIN) – Jan Tatíček, Miroslav Lipina (TCH)

Vyloučení: 7:9 (využití 0:0)
ČSSR: Jiří Králík – Radoslav Svoboda, Eduard Uvíra, Jaroslav Benák, Miloslav Hořava, Antonín Stavjaňa, František Musil, Arnold Kadlec, Ernest Bokroš – Vincent Lukáč, Dárius Rusnák, Igor Liba – Petr Rosol, Vladimír Kameš, Petr Klíma (21. Vladimír Caldr) – Oldřich Válek (41. Michal Pivoňka), Vladimír Růžička, Pavel Richter – Jiří Lála, Dušan Pašek, Jiří Šejba
Švédsko: Rolf Ridderwall – Anders Eldebrink, Michael Thelvén, Mats Waltin, Tommy Albelin, Ulf Samuelsson, Lars Karlsson, Bo Ericsson, Jan Eriksson – Jens Öhling, Per-Erik Eklund, Peter Gradin – Håkan Södergren, Kent Johansson, Dan Labraaten – Jonas Bergqvist, Lars Molin, Lars-Göran Niemi – Lars-Gunnar Pettersson, Kent Nilsson, Michael Hjälm.
 Československo -  Švédsko 	2:4 (0:0, 1:0, 1:4)
6. dubna 1985 - Pardubice

Branky Československa: 23. Vladimír Růžička, 43. Eduard Uvíra.

Branky Švédska: 42. Lars-Gunnar Pettersson, 53. Michael Hjälm, 57. Per-ErikEklund, 60. Kent Johansson

Rozhodčí: Harri Järvi (FIN) – Jan Tatíček, Miroslav Lipina (TCH)

Vyloučení: 7:9 (využití 1:1)
ČSSR: Dominik Hašek – Radoslav Svoboda, Eduard Uvíra, Jaroslav Benák, Miloslav Hořava, Antonín Stavjaňa, František Musil, Mojmír Božík, Ernest Bokroš (21. Rudolf Suchánek) – Vincent Lukáč, Dárius Rusnák, Igor Liba – Petr Rosol, Vladimír Růžička, Pavel Richter – Jiří Lála, Dušan Pašek, Jiří Šejba – Vladimír Caldr, Ján Vodila, Michal Pivoňka
Švédsko: Åke Lilljebjörn – Anders Eldebrink, Mats Waltin, Tommy Albelin, Ulf Samuelsson, Lars Karlsson, Bo Ericsson, Jan Eriksson – Jens Öhling, Per-Erik Eklund, Peter Gradin – Håkan Södergren, Kent Johansson, Dan Labraaten – Jonas Bergqvist, Lars Molin, Lars-Göran Niemi – Lars-Gunnar Pettersson, Kent Nilsson, Michael Hjälm.
 Československo -  NDR	12:3 (4:0, 7:1, 1:2)
10. dubna 1985 - Benešov

Branky Československa: 11. 40. Miloslav Hořava, 23. Jiří Lála, 37. Jiří Lála, 3. Dušan Pašek, 5. Vladimír Kameš, 7. František Musil, 23. Petr Rosol, 31. Ernest Bokroš, 32. Vladimír Růžička, 34. Mojmír Božík, 58. Ján Vodila.

Branky NDR: 36. Dieter Frenzel, 49. Ralf Hantschke, 57. Andreas Ludwig.

Rozhodčí: Harry Westricher (AUT) – Jan Tatíček, Miroslav Lipina (TCH)

Vyloučení: 5:5 (využití 4:1)
ČSSR: Jaromír Šindel – Radoslav Svoboda, Eduard Uvíra, Jaroslav Benák, Miloslav Hořava, Antonín Stavjaňa, František Musil, Mojmír Božík, Ernest Bokroš – Vincent Lukáč, Dárius Rusnák, Igor Liba – Petr Rosol, Vladimír Kameš, Vladimír Caldr – Ján Vodila, Vladimír Růžička, Pavel Richter – Jiří Lála, Dušan Pašek, Jiří Šejba.
NDR: Ingolf Spantig – Joachim Lempio, Reinhard Fengler, Dietmar Peters, Gerd Vogel, Dieter Frenzel, Uwe Geisert, Eckhard Scholz, Tom Göbel – Friedhelm Bögelsack, Roland Peters, Thomas Graul – Ralf Hantschke, Andreas Ludwig, Detlev Mark – Harald Kuhnke, Detlev Radant, Frank Proske – Harald Bölke, Mario Naster, Rolf Nitz.
 Československo -  NDR 11:1 (2:0, 7:1, 2:0)
11. dubna 1985 - Tábor

Branky Československa: 3. Vladimír Růžička, 18. Petr Rosol, 21. Petr Rosol, 24. Dušan Pašek, 25. Petr Rosol, 25. Pavel Richter, 28. Eduard Uvíra, 30. Vladimír Kameš, 35. Miloslav Hořava, 54. Antonín Stavjaňa, 59. Petr Rosol.

Branky NDR: 38. Uwe Geisert.

Rozhodčí: Harry Westricher (AUT) – Jan Tatíček (TCH), Miroslav Lipina (TCH)

Vyloučení: 7:6 (využití 3:0, v oslabení 1:0)
ČSSR: Jiří Králík – Mojmír Božík, Ernest Bokroš, Miloslav Hořava, Jaroslav Benák, Antonín Stavjaňa, František Musil, Radoslav Svoboda, Eduard Uvíra – Jiří Lála, Dušan Pašek, Jiří Šejba – Petr Rosol, Vladimír Kameš, Vladimír Caldr – Oldřich Válek, Vladimír Růžička, Pavel Richter – Vincent Lukáč, Dárius Rusnák, Ján Vodila.
NDR: Egon Schmeisser – Joachim Lempio, Reinhard Fengler, Dietmar Peters, Gerd Vogel, Dieter Frenzel, Uwe Geisert, Eckhard Scholz, Tom Göbel – Harald Kuhnke, Roland Peters, Thomas Graul – Ralf Hantschke, Andreas Ludwig, Detlev Mark – Harald Bölke, Detlev Radant, Frank Proske – Mario Naster, Rolf Nitz.
 Československo -  Kanada 6:2 (2:2, 3:0, 1:0)
14. dubna 1985 - Praha

Branky Československa: 9. Jiří Hrdina, 15.  Oldřich Válek, 29. Oldřich Válek, 35. Oldřich Válek, 38. Mojmír Božík, 51. Mojmír Božík.

Branky Kanady: 2. Ron Francis, 12. Kevin Dineen.

Rozhodčí: Josef Kompalla (FRG) – Slavomír Caban (TCH), Jozef Kriška (TCH)

Vyloučení: 7:10 (využití 3:0)
ČSSR: Jaromír Šindel – Luděk Čajka , Jiří Paška, Jaromír Látal, František Procházka, Arnold Kadlec, Eduard Uvíra, Mojmír Božík, Ernest Bokroš – Jiří Hrdina, Rostislav Vlach, Jan Tlačil – Jiří Dudáček, Jiří Jiroutek, Ivan Dornič – Oldřich Válek, Michal Pivoňka, Jiří Šejba – Ján Vodila, Vladimír Caldr.
Kanada: Wood – Doug Halward, Doug Lidster, Doug Clarke, Kevin Dineen – Rick Vaive, William Derlago, John Anderson – Stan Smyl, Ron Francis, Tony Tanti – Dave Gorman, Kirk Muller, Greg Terrion – Ray Ferraro.